# Friedrich von Schlümbach

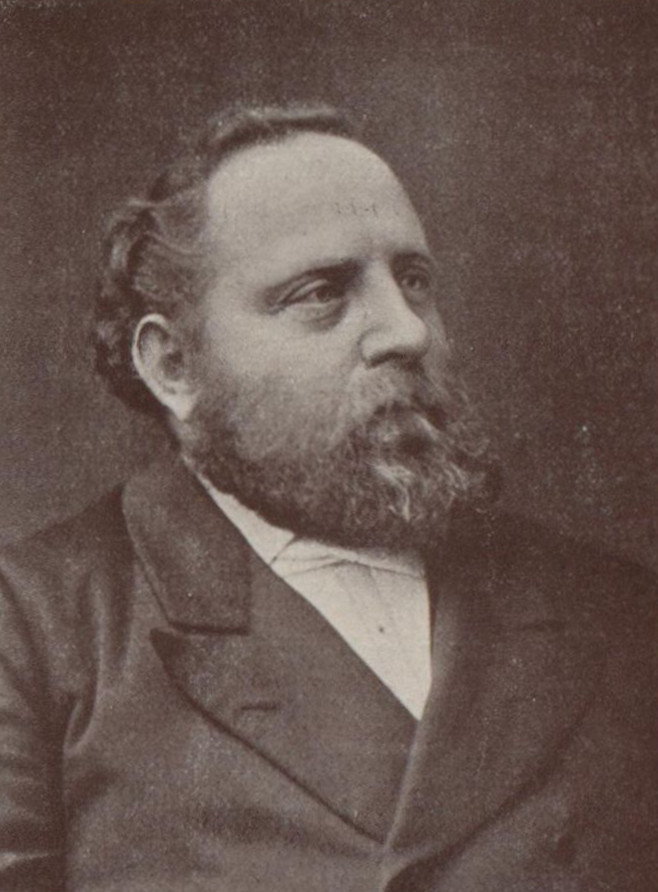
Friedrich von Schlümbach

Friedrich von Schlümbach (* 27. Juni 1842 in Öhringen, Württemberg; † 21. Mai 1901 in Cleveland, Ohio, USA) war ein deutschamerikanischer Soldat im amerikanischen Bürgerkrieg, Erweckungsprediger und Gründer des ersten CVJM in Deutschland.

## Leben

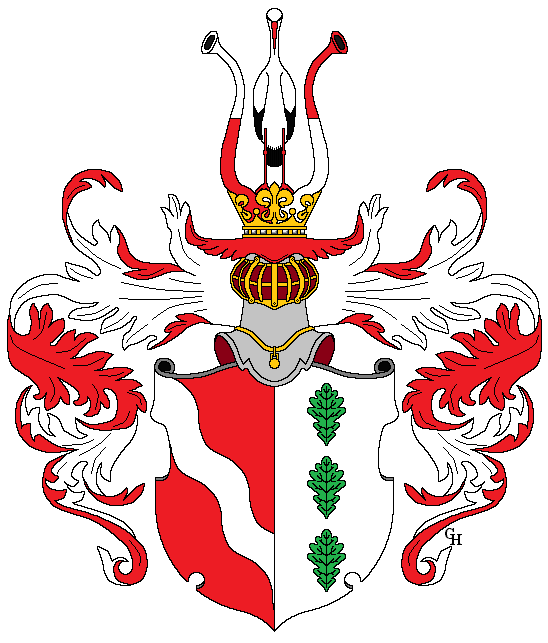
Wappen der Familie von Schlümbach, 1761

Friedrich von Schlümbach war der jüngste Sohn von Rittmeister Georg Christoph von Schlümbach (1801–1879) und von Friederike Karoline Luise Margarete Adelheid, geborene Eggel, (1800–1860). Die württembergisch-fränkischen Familie wurde 1761 geadelt. Der junge Schlümbach trat 1859 als siebzehnjähriger Offiziersanwärter in das fünfte Infanterieregiment in Ulm der württembergischen Armee ein. Wegen hoher Schulden, die er schon in den ersten Monaten gemacht hatte, musste er fliehen und emigrierte in die USA. Dort kämpfte er im Bürgerkrieg ab Mai 1861 auf Seiten der Nordstaaten. Nach der Entlassung im Rang eines Hauptmanns 1865 versuchte er sich in verschiedenen Berufen, bis er – zuvor engagierter Anhänger der atheistischen Freidenkerbewegung – im August 1868 in der Kirche von General Albrecht eine Bekehrung erlebte. Er arbeitete zunächst als Postbeamter, dann machte er eine Ausbildung an einem Seminar der Bischöflichen Methodistenkirche und arbeitete ab 1872 als Prediger für deutsche Einwanderer in Baltimore. Dort bemühte er sich vor allem um die Jugend und gründete deutschsprachige christliche Jünglingsvereine, die er ab 1874 zunächst in einem Nationalbund sammelte, dann aber in den CVJM überführte. Ab 1878 war er selbst als Sekretär der deutschsprachigen Arbeit des CVJM mit Sitz in New York City tätig. Er reiste viel in den USA herum, war beeindruckt von den neuartigen Evangelisationsmethoden und Freiversammlungen (englisch: camp meetings) von Charles Grandison Finney und führte 1880 gemeinsam mit Dwight Lyman Moody eine vielbeachtete Evangelisation in Chicago durch.
1881 kehrte Schlümbach zum ersten Mal nach Europa zurück, auf einer CVJM-Tagung in London traf er deutsche Anhänger der Gemeinschaftsbewegung, die ihn zum Bundesfest des Rheinisch-westfälischen Jünglingsbundes nach Elberfeld einluden. Dort traf er unter anderem den Bonner Praktischen Theologen Theodor Christlieb, der ihn für eine Evangelisationsreise in Deutschland gewann. Dabei sollte Schlümbach nicht für den Methodismus werben, sondern eng mit Vertretern der evangelischen Landeskirchen zusammenarbeiten. 1882 wurde er nach Stuttgart zum Bundesfest des Süddeutschen Jünglingsbundes eingeladen. Im September 1882 gab eine Veranstaltung am Hermannsdenkmal den Anstoß für die Einigung der deutschen evangelischen Jünglingsvereine; vom CVJM-Gesamtverband in Deutschland wird dies als sein Ursprung angesehen. Anschließend wirkte Schlümbach auf Vermittlung Adolf Stoeckers mehrere Monate in Berlin, wo er viele Versammlungen in weltlichen Lokalen und Kneipen durchführte mit Hunderten von Zuhörern. Sie nannten ihn Troubadour der Frömmigkeit, und viele wurden durch ihn zu einer Umkehr zu Gott bewegt. Eduard von Pückler betraute er mit der Nacharbeit und Förderung der vielen neuen Gläubigen. Am 22. Januar 1883 initiierte er an der Behrenstrasse in Berlin die Gründung des ersten CVJM auf deutschem Boden, dessen Vorsitzender der Forstmeister Eberhard von Rothkirch wurde. Weitere Kampagnen führten ihn nach Magdeburg, Hamburg und Schleswig-Holstein, zuletzt auch in seine Heimat Württemberg. Hier erklärte er im Juli 1883 seinen Austritt aus der Methodistenkirche, weil er dessen geistliches Anliegen nun in den evangelischen Landeskirchen verwirklicht sah.
Zurückgekehrt in die USA, wurde Schlümbach Pastor einer lutherischen Gemeinde mit dem Namen Schifflein Christi in Cleveland, Ohio. Seine Frau weigerte sich jedoch mit ihm zu seiner neuen Pastorenstelle zu kommen, die Ehe wurde am 24. März 1892 geschieden. Zudem war er noch in eine unglückliche Spekulation verwickelt. Er hielt aber Kontakt zu den Freunden in Deutschland, pflegte den Austausch und kam mehrmals wieder dorthin zurück. Als Brückenbauer war er an der Gründung des Deutschen Evangelisationsvereins 1884 und der Evangelistenschule Johanneum 1886 beteiligt.

## Familie
Am 19. Oktober 1861 heiratete von Schlümbach Celestine, geborene Fürle, (1840–1911) in Washington, D. C. Sie hatten zusammen sieben Kinder: Adolf (1862–1939), Hermann (1865–1886), Thekla (1868–1927), Anna (1872–1933), Felicitas (1877–1960), Alexander (1880–1898), Frieda (1884–1959). Die Ehe wurde am 24. März 1892 in Cleveland geschieden. Er heiratete danach Katherine Christine Alwine Groenwold (1857–1940). Sie hatten zwei Kinder, eines das im Juni 1893 nach wenigen Tagen starb und Frederick Charles (1894–1975).